# Synagoge Wachenbuchen

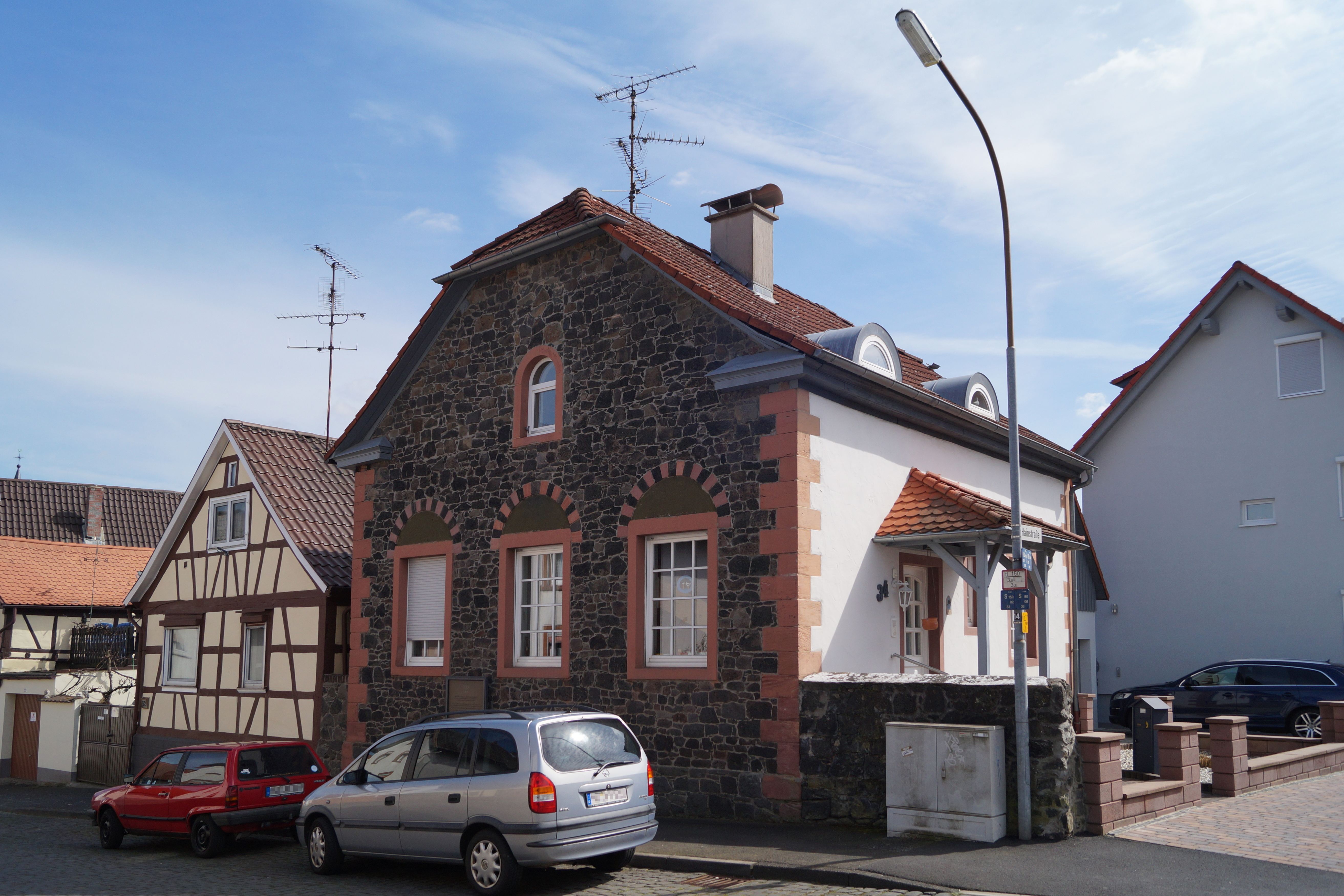
Ansicht der Nordwestseite 2015

Die Synagoge Wachenbuchen war bis zum Novemberpogrom 1938 die Synagoge der jüdischen Gemeinde von Wachenbuchen, heute Stadtteil von Maintal in Hessen. Das Gebäude ist erhalten und wird als Wohnhaus genutzt.

## Geschichte
Nachdem die örtliche Gemeinde zuvor nur einen Betraum besaß, wurde 1870 (nach anderen Angaben 1880) die Synagoge erbaut. Die Gemeinde bestand seit dem 18. Jahrhundert und zählte 1754 13 Personen, 1835 38, 1861 90, 1871 wurden 97 jüdische Einwohner gezählt. In der Nachbarschaft (Haus Hauptstraße/Alt Wachenbuchen 36) befand sich eine achtklassige Elementarschule, eine Mikwe sowie die Lehrerwohnung. 1910 plante die Gemeinde, die Synagoge zu erweitern und eine neue Frauengalerie herzustellen.
Das Gebäude wurde am 8. November 1938, also bereits einen Tag vor den Novemberpogromen 1938 von SA-Leuten und anderen Nationalsozialisten geschändet und die Inneneinrichtung zerstört. Das benachbarte Schulgebäude wurde ebenfalls gestürmt, wobei der Lehrer Leo Sonnenberg schwer misshandelt und aus dem Ort getrieben wurde. Das Schulgebäude wurde an diesem und den kommenden Tagen abgerissen, um Platz für eine Durchfahrt zwischen Hainstraße und der Hauptstraße (Alt Wachenbuchen) zu schaffen.
Die Synagoge wurde von der Gemeinde Wachenbuchen beschlagnahmt. Ab 1943 wurden hier Zwangsarbeiter untergebracht. 1949/50 kaufte die Gemeinde das Gebäude von der Jewish Restitution Successor Organization (JRSO) zum Preis von 6.566 Mark. Genutzt wurde die Synagoge zunächst von einer Autoreparaturwerkstatt, zwischenzeitlich als Übungsstätte örtlicher Sportvereine. Im Jahr 1950 ließ die evangelische Kirchengemeinde das Gebäude als Kirchenraum herrichten als Ersatz für die noch nicht wiederhergestellte Wachenbuchener Kirche, die im Januar 1945 durch einen Bombenangriff zerstört worden war. Im Obergeschoss wurde von der Gemeinde eine Notwohnung eingerichtet.
Die Nutzung als christlicher Kirchenraum dauerte bis ins Jahr 1953, als das Gebäude in Privatbesitz überging. Lange Zeit befand sich darin eine Schlosserwerkstatt, später wieder eine Autowerkstatt, heute wird das ganze Gebäude als Wohnhaus genutzt.

## Gebäude
Das Gebäude befindet sich an der Ecke Alt Wachenbuchen/Hainstraße (Adresse Alt Wachenbuchen 34). Bei der Wachenbuchener Synagoge handelt es sich um einen einfachen Saalbau. Das Gebäude besitzt ein Bruchstein-Mauerwerk aus dunklem Basalt sowie ein Satteldach mit kleinen Krüppelwalmen, der Giebel ist zur Straße Alt Wachenbuchen (ehemals Hauptstraße) gerichtet. Zur Unterscheidung von Wohnhäusern besitzt es große Rundbogenfenster mit Laibungen aus rotem Sandstein. Der Betraum bot Platz für 50 Männer und 28 Frauen.
Eine Gedenktafel befindet sich an der Giebelseite des Gebäudes zur Straße Alt Wachenbuchen. Sie wurde 1984 eingeweiht und 1999 erneuert.